# 中ハシ克シゲ
中ハシ克シゲ（なかはしかつしげ、NAKAHASHI Katsushige、1955年 - ）は、日本の美術作家。京都市立芸術大学名誉教授
作風を変えながら一貫して「日本の彫刻とは何か」を問いかける作品を制作する。
大津市在住。

## 来歴
東京造形大学造形学部彫刻研究室修了。
東京造形大学では彫刻家の佐藤忠良に師事する。
1980年、東京都美術館に集まった、具象彫刻を目指す美大生グループなどによる新具象彫刻展に第5回から参加。身近な人物や動物をテーマにした具象的なブロンズ彫刻から出発した。
1990年代に入ると「日本的モチーフ」の松、板塀、小錦等をポップに表現した金属彫刻で注目を集める。この頃から作品はえてして大型のものになる。
1998年、「ZERO Project」の原型となる「ZERO」を大阪府立現代美術センターにて発表。同年、「On the Day Project」の原型となる「On 5th April」、実物大の昭和天皇像を巨大なシリコン製の花に隠した「あなたの時代」を発表する。
2000年、｢Zero Project」、「On the Day Project」を始動。
2015年以降、「干泥」シリーズをはじめとした粘土作品を展開する。

## 略歴
1955年　香川県生まれ
1973年　鳥取県立米子東高等学校卒 
1979年　東京造形大学造形学部美術学科彫刻専攻卒 
1981年　東京造形大学造形学部彫刻専攻研究室修了
1998年　成安造形大学特任助教授（～2002年）
2002年　成安造形大学特任教授（～2005年）
2005年　京都市立芸術大学美術学部助教授（〜2007年）
2007年　京都市立芸術大学美術学部教授（〜2020年）
2020年　京都市立芸術大学芸術資源研究センター客員研究員(～2023年)

## 作品

### 松シリーズ
「BONSAI」(1985)を初めとする松がモチーフのブロンズ及び鉄の作品群。最初の作品である「BONSAI」はブロンズ鋳造作品であった。この後に「全体ではなく部分から」というアドバイスを受け、苦心の末、編み出した技法が銅線の松葉を束ねた鉄線の小枝をユニットとし、鉄の枝に溶接していくというものであった。「Pine•Block」(1989)を小手始めとし、「OTOMI」(1990)では鉄板で出来た黒塀越しに、剪定された大きな枝ぶりの松というまさに典型的な日本の庭木のイメージを表現した。
『厳しい自然を再現するために幹や枝はサディスティックにゆがめられ、葉刈りされている筈なのだが、庭師が帰った後はかえって青空を背にあっけからんと涼しげだ。日本の伝統的美意識にあるとされるウェットな感じはここにはない。』(ART IN JAPANESQUE　(O美術館)：図録　作家アンケート：庭の松より）

### ZERO Project
1998年、大阪府立現代美術センターにて原型となる<ZERO >を発表。少年期に遊んだゼロ戦のプラモデルを極端に近接撮影し、サービスサイズの写真に現像。それをパズルの様に貼りあわせ実物大のハリボテの戦闘機を制作、展示した。展覧会に訪れた様々な年代の鑑賞者は大まかに｢戦争を体験した世代」、中ハシと同年代である、兵器のプラモデルで遊んだ｢戦後世代」、その次の「戦争にとりわけ無関心な世代」に分かれ、3世代の鑑賞者は互いに交わることなく同世代同士の静かなひそひそ話だけが見られた。この時中ハシの父親はこの展覧会において中ハシに対し初めて戦時中ゼロ戦の整備兵であったことを明かし、自身の戦争エピソードを話している。
　この展覧会の反応を受けて、制作がボランティアによって写真を貼りあわせ、組立て、焼却の作業が行われる参加型に変化したのは1999年オーストラリアはブリスベンで行われた「第3回アジア太平洋現代美術トリエンナーレ(The Third Asia-Pasiffic Triennial of Contemporary Art - Beyond the Future)」で発表された「＃03−09」からである。
「＃03−09」は機体の一部のみの発表を含めると計8回の展示、うち3回焼却されており、後のZero Projectへの記念碑的作品と言える。アメリカを巡回した「Super flat」展では少しずつ機体に写真が足されてゆき、最終的に完成された作品が展示、焼却された。
　2000年より現地にゆかりのあるゼロ戦(実際に戦闘に参加した機体のエピソード、パイロット、機体番号、マークなどが特定された)を現地のボランティアと共に作成し、展示、意味のある日に焼却(バーニング)するプロジェクト｢Zero Project」として始動。プロジェクトには戦争体験者を招いての講演など、ワークショップを通じて各世代が戦争の記憶をつなげる場が設けられた。
また、2004年にアメリカはマサチューセッツ、スミス大学アートミュージアムで行われた「confronting tradition : contemporary art from Kyoto」では「Phantom ZERO Project」としてあえて特定の機体では無い、全面がグレーに塗装され匿名性が強調されたゼロ戦が使用された。これは現地にゆかりのあるゼロ戦の史実が見つからなかったためである。

### On the Day Project
1998年原型となる「On 5th April 」を発表。4月5日、ブルーシートの上に落ちた花びらを日の出から日の入りまで手持ちカメラで接写し、サービスサイズに現像された写真を貼りあわせた巨大なフォトレリーフである。「On 5th April 」の貼りあわせ作業は展覧会開催期間中に中ハシの手によって行われている。
　その後2000年に発表した「On 19th February 」は同様に地面に散った緋寒桜を沖縄の八重山で撮影したものだが、これは硫黄島に米軍が上陸した日を選択したものである。「意味のある日、意味のある場所で」撮影されたその地の写真は、ZERO Project同様ボランティアの手によってパズルのように貼り合わせ作業が行われる「On the Day Project」として始動するようになった。会期中にはその事件が起きた事柄についての有識者を招いての講演や、「自分の人生の最も記憶に残る日」を参加者間でお互いに話すなどのワークショップも行われた。Zero Projectでは作品は最終日のバーニングよって消滅するが、一方On The Day Projectは巨大なフォトレリーフは切り分けられ参加者に配られて消滅するようになった。

### 干泥シリーズ
ZERO Project、On The Day Projectを2009年に終えた中ハシが自身の原点に立ち返るように粘土で近年精力的に制作しているシリーズとなる。即興的に生まれたモデリングから連想されるようなタイトルが付けられている。
『粘土は乾くと壊れちゃうという性質があるので、このために新素材を作りました。この粘土は、もともと水粘土なのですが、乾くとそのまま固まって実材として使えるのです。干泥と名付けました。』
このシリーズは2016年、大阪SUNABAギャラリーにて開催された「もっと面白くなるかもしれない。」にて初めて発表された。

## 受賞歴
1986年、神戸新進彫刻作家の道大賞展大賞
1987年、兵庫県彫刻コンペティション優秀賞
1995年、大阪トリエンナーレ彫刻部門銀賞
2015年度、京都府文化賞功労賞
2020年度、京都市文化功労者
2021年度、よんでん芸術文化賞

## 主な展覧会
- 新具象彫刻展1980年〜1985年
- 神戸新進彫刻家の道大賞展（神戸ポートアイランド）大賞受賞　1981年
- 個展「松のある風景」　（村松画廊／東京）1990 年
- 大きな日記/小さな物語（水戸芸術館現代美術ギャラリー／茨城）1992年
- 彫刻の遠心力（国立国際美術館／大阪）1992年
- 個展「Nippon cha cha cha」(ギャラリー日鉱／東京)1993 年
- 個展「米、その後？」（米子市美術館）1994年
- 第6回国際現代造形コンクール［大阪トリエンナーレ1995］(マイドーム大阪)銀賞受賞　1995年
- ハンドメイドオブジェ  （滋賀県立近代美術館）1996年
- TOKYO POP  （平塚市美術館）1996年
- 思い出のあした（京都市美術館）1997年
- The Blue Water Surface   (ソウル国立現代美術館　韓国)1997年
- 個展「ZERO」（大阪府立現代美術センター）1998年
- 第3回アジア太平洋現代美術トリエンナーレ（クイーンズランドアートギャラリー／オーストラリア）1999年
- 個展「あなたの時代」（西宮市大谷記念美術館）2000年
- 個展「Walking ZERO」(ノーザンテリトリー航空博物館／オーストラリア)2000年
- 個展「あなたの時代」（やの美術ギャラリー／米子）2001年
- Super Flat( MOCA /アメリカ)2001年
- 個展「On the Day」（州立カウラギャラリー／オーストラリア）2002年
- At This School, 明倫 北山善夫+中ハシ克シゲ（京都芸術センター）2003年
- Confronting Tradition: Contemporary Art from Kyoto (スミス大学／アメリカ)2004年
- Collapsing　Histories: time, space and memory (都立第五福竜丸展示館)2004年
- 個展「ZERO Project SHINDEN/ Fukuoka」 (渡辺鉄工／福岡)2006年
- Reconstructing Memories（ハワイ大学／アメリカ）2006年
- 個展 ZEROs－連鎖する記憶－（滋賀県立近代美術館、鳥取県立博物館）2006-07年[11]
- 個展「The Depth of Memory」(サンフランシスコカメラワーク／アメリカ) 2008年
- 生存のエシックス（京都国立近代美術館）2010年
- 個展 「ZERO」 (Douglas　F. Cooley Memorial Art　Gallery, Reed College/USA)2015年
- 個展 「もっと面白くなるかもしれない」（SUNABA Gallery,Osaka）2016年
- 「ミュージアムとの創造的対話」（鳥取県立博物館）2017年
- 個展「触りがいのある犬」（兵庫県立美術館）2018年
- 「みる冒険」（愛媛県立美術館）2020年[12]
- 「ふれてみて」（長野県立美術館）2021年

## 主なパブリックコレクション
- 兵庫県立美術館
- 東京都現代美術館[13]
- 福岡市美術館
- 国立国際美術館[14]
- 米子市美術館
- 和歌山県立近代美術館
- 鳥取県立博物館
- 鳥取県立美術館
- 長野県立美術館
- Douglas F. Cooley Memorial Art Gallery /USA [15]
- 兵庫県
- 神戸市
- 大阪府